# Trnočolek bradavčitý
Trnočolek bradavčitý (Tylototriton verrucosus), také trnočolek červený, mlok barmský nebo mlok krokodýlovitý, je druh obojživelníka obývající Indický subkontinent a jihovýchodní Asii, vyskytuje se především v mokřadech a zátopových oblastech do nadmořské výšky 2150 metrů. Vede skrytý způsob života, proto je o něm dosud málo známo. Často bývá zaměňován s příbuzným trnočolkem šanjingem.

## Popis
Dosahuje délky až 20 centimetrů, tělo je třikrát až třiapůlkrát delší než hlava. Má pět prstů a zploštělý ocas uzpůsobený k plavání. Ocas je minimálně tak dlouhý jako hlava s tělem dohromady. Kůže je černohnědě zbarvená, na spodní straně těla lehce světlejší, ocas má trnočolek žlutooranžový. Po hřbetě a bocích probíhají podélně tři řady s 15 nebo 16 dorsolaterálními výrůstky, jejichž špičky jsou rovněž oranžové, což živočichovi dodává vzhled připomínající krokodýla.

## Způsob života
Období rozmnožování nastává v květnu a červnu, páření probíhá v noci. Ve snůšce je okolo dvou set vajec, larvy se líhnou po 15 až 20 dnech. Ve věku jednoho roku ztrácejí mladí jedinci vnější keříčkové žábry a dosahují pohlavní dospělosti. Trnočolek bradavčitý se dožívá až deseti let. Živí se pavouky, červy, mnohonožkami, štíry, měkkýši a hmyzem.

## Poddruhy
- Tylototriton verrucosus pulcherrima Hou, Zhang, Li & Lu, 2012
- Tylototriton verrucosus verrucosus Anderson, 1871